# París-Niça 1951
La París-Niça 1951 fou la 9a edició de la París-Niça. És un cursa ciclista que es va disputar entre el 13 i el 17 de març de 1951. La cursa fou guanyada pel belga Roger Decock, de l'equip Bertin-Wolber. Les altres dues posicions del podi foren pels francesos Lucien Teisseire (Helyett-Hutchinson) i Kléber Piot (Automoto-Dunlop). Decock es queda sense companys d'equip després de la 3a etapa però serà ajudat fins a la final de la prova per Gino Bartali. El conjunt Stella-Dunlop s'imposà en la classificació per equips.
La prova passà a anomenar-se París-Costa Blava després que l'organització recaigués en el diari Route et Piste amb el suport financer de Source Perrier. L'ajuntament de Niça i la ràdio RMC també en foren patrocinadors. El mallot de líder passà a ser blau amb un rivet taronja.
Es creà una classificació de la muntanya amb només tres ports puntuables: La République, Castillon i Braus.

## Participants
En aquesta edició de la París-Niça hi preneren part 123 corredors dividits en 18 equips: Peugeot-Dunlop, Bartali-Delangle, Dilecta-Wolber, Stella-Dunlop, Automoto-Dunlop, Metropole-Dunlop, Helyett-Hutchinson, Garin-Wolber, Rochet-Dunlop, Terrot-Gitane-Hutchinson, Bertin-Wolber, Rhonson-Dunlop, Splendid-Wals, Colomb-Manera, Marcaillou-Dunlop, Arliguif-Hutchinson, Tendil-Hutchinson i Dardenne-Dunlop. La prova l'acabaren 49 corredors.

## Resultats de les etapes
| Etapes              | Data       | Recorregut              | Km     | Vencedor d'etapa | Líder de la general |
| ------------------- | ---------- | ----------------------- | ------ | ---------------- | ------------------- |
| 1a etapa            | 13 de març | París-Nevers            | 231 km | Lucien Teisseire | Lucien Teisseire    |
| 2a etapa            | 14 de març | Nevers-Saint-Étienne    | 230 km | Louison Bobet    | Roger Decock        |
| 3a etapa            | 15 de març | Saint-Étienne-Privas    | 213 km | Pierre Barbotin  | Roger Decock        |
| 4a etapa, 1r sector | 16 de març | Privas-Vergèze          | 153 km | Emile Idée       | Roger Decock        |
| 4a etapa, 2n sector | 16 de març | Vergèze-Ais de Provença | 119 km | Louison Bobet    | Roger Decock        |
| 5a etapa            | 17 de març | Ais de Provença-Niça    | 228 km | Roger Buchonnet  | Roger Decock        |

## Etapes

### 1a etapa
13-03-1951. París-Nevers, 231 km.
Sortida neutralitzada: Place d'Italie de París. Sortida real: Carrefour de la Bélle Épine de la ciutat de Thiais.
|   | Ciclista         | Equip                    | Temps      |
| - | ---------------- | ------------------------ | ---------- |
| 1 | Lucien Teisseire | Helyett-Hutchinson       | 7h 09' 10" |
| 2 | Urbain Caffi     | Terrot-Gitane-Hutchinson | m. t.      |
| 3 | Roger Decock     | Bertin-Wolber            | m. t.      |

### 2a etapa
14-03-1951. Nevers-Saint-Étienne, 230 km.
|   | Ciclista          | Equip            | Temps      |
| - | ----------------- | ---------------- | ---------- |
| 1 | Louison Bobet     | Stella-Dunlop    | 6h 43' 32" |
| 2 | Raphaël Géminiani | Metropole-Dunlop | m. t.      |
| 3 | Roger Decock      | Bertin-Wolber    | m. t.      |

### 3a etapa
15-03-1951. Saint-Étienne-Privas, 213 km.
|   | Ciclista        | Equip                    | Temps      |
| - | --------------- | ------------------------ | ---------- |
| 1 | Pierre Barbotin | Stella-Dunlop            | 6h 30' 24" |
| 2 | François Mahé   | Terrot-Gitane-Hutchinson | + 44"      |
| 3 | Désiré Keteleer | Garin-Wolber             | + 3' 50"   |

### 4a etapa, 1r sector
16-03-1951. Privas-Vergèze, 153 km.
Source Perrier dona una prima de 100.000 francs al guanyador d'etapa.
|   | Ciclista          | Equip            | Temps      |
| - | ----------------- | ---------------- | ---------- |
| 1 | Emile Idée        | Peugeot-Dunlop   | 4h 01' 14" |
| 2 | Alphonse Devreese | Peugeot-Dunlop   | m. t.      |
| 3 | Mario Gestri      | Bartali-Delangle | m. t.      |

### 4a etapa, 2n sector
16-03-1951. Vergèze-Ais de Provença, 119 km.
|   | Ciclista         | Equip          | Temps      |
| - | ---------------- | -------------- | ---------- |
| 1 | Louison Bobet    | Stella-Dunlop  | 2h 56' 38" |
| 2 | Adolphe Deledda  | Rhonson-Dunlop | m. t.      |
| 3 | Albert Dubuisson | Rochet-Dunlop  | m. t.      |

### 5a etapa
17-03-1951. Ais de Provença-Niça, 228 km.
Arribada situada al Passeig dels Anglesos. Teisseire queda a només 12 segons d'emportar-se la prova després de recuperar més de 10' en un atac final. En un primer moment serà proclamat com a guanyador de la prova i donarà, fins i tot, la volta d'honor. Passada una hora, els cronometadors oficials revisen els seus comptes resultant com a guanyador final Decock.
|   | Ciclista        | Equip            | Temps      |
| - | --------------- | ---------------- | ---------- |
| 1 | Roger Buchonnet | Metropole-Dunlop | 6h 34' 21" |
| 2 | Josep Serra     | Splendid-Wals    | + 44"      |
| 3 | Joseph Morvan   | Dilecta-Wolber   | + 3' 54"   |

## Classificacions finals

### Classificació general
|    | Ciclista          | Equip                    | Temps       |
| -- | ----------------- | ------------------------ | ----------- |
| 1  | Roger Decock      | Bertin-Wolber            | 32h 27' 29" |
| 2  | Lucien Teisseire  | Helyett-Hutchinson       | + 12"       |
| 3  | Kléber Piot       | Automoto-Dunlop          | + 1' 30"    |
| 4  | Albert Dubuisson  | Rochet-Dunlop            | + 2' 00"    |
| 5  | Pierre Barbotin   | Stella-Dunlop            | + 4' 03"    |
| 6  | Jean Malléjac     | Stella-Dunlop            | + 4' 09"    |
| 7  | Louison Bobet     | Stella-Dunlop            | + 9' 39"    |
| 8  | François Mahé     | Terrot-Gitane-Hutchinson | + 12' 04"   |
| 9  | Raphaël Géminiani | Metropole-Dunlop         | + 12' 39"   |
| 10 | Adolphe Deledda   | Rhonson-Dunlop           | + 13' 30"   |

## Evolució de les classificacions
| Etapa (Vencedor)                    | Classificació general |
| ----------------------------------- | --------------------- |
| 0Etapa 1 (Lucien Teisseire)         | Lucien Teisseire      |
| 0Etapa 2 (Louison Bobet)            | Roger Decock          |
| 0Etapa 3 (Pierre Barbotin)          | Roger Decock          |
| 0Etapa 4, 1r sector (Emile Idée)    | Roger Decock          |
| 0Etapa 4, 2n sector (Louison Bobet) | Roger Decock          |
| 0Etapa 5 (Roger Buchonnet)          | Roger Decock          |